# Pierre Nijs
Léon Pierre Nijs (Anvers, 4 de gener de 1890 – 1939) va ser un waterpolista belga que va competir a començaments del segle xx.
El 1912 va prendre part en els Jocs Olímpics d'Estocolm, on va guanyar la medalla de bronze en la competició de waterpolo. Vuit anys més tard, als Jocs d'Anvers, va guanyar la medalla de plata.